# Moble en kit

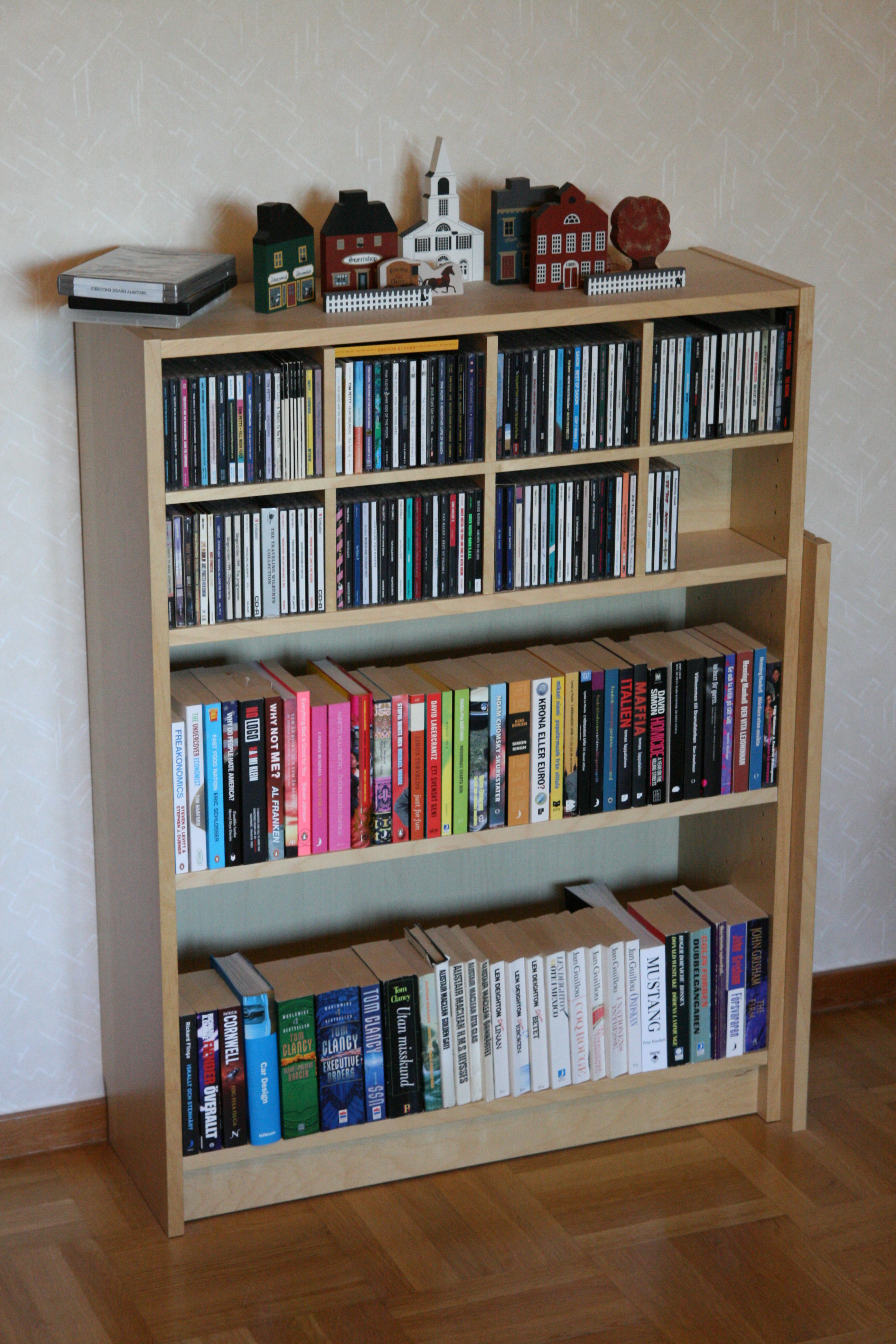
Una prestatgeria completa (amb un prestatge de recanvi recolzat a la part dreta)

Els mobles en kit o mobles llestos per muntar és una forma de mobiliari que requereix el muntatge per part del client. Els components separats estan empaquetats en cartrons que també contenen instruccions pel muntatge. Els mobles són generalment fàcils de muntar amb eines bàsiques com un tornavís i una clau hexagonal, que sovint s'inclouen en el kit. Els mobles en kit són molt populars entre els consumidors que desitgen estalviar diners muntant ells mateixos el producte i recollint els mobles a la botiga, estalviant els costos d'enviament.
Els productors i comerciants es beneficien de la venda de mobles llestos per muntar, ja que els mobles són voluminosos un cop muntats i, per tant, costen d'emmagatzemar i transportar. Com que el treball de muntatge el realitza el consumidor en lloc del fabricant, el seu preu és inferior. S'ha desenvolupat una indústria de serveis de muntatge de mobles on els consumidors poden emprar algú per muntar els seus mobles.

## Història
Els mobles en kit tenen una llarga història. La Nova Cyclopaedia nord-americana de 1859 enumerava el muntatge de mobles com una «invenció americana», de la que feia èmfasi en la facilitat de transport. La patent nord-americana de 1878 defineix mobles prefabricats de la següent manera: "La invenció fa referència a una classe de mobles en kit per ser empaquetats i transportats en peces i assemblats per persones especialitzades i no qualificades".
Als països escandinaus, el kit de mobiliari per muntar va ser inventat pel tècnic suec Gillis Lundgren, que va tenir la idea quan intentava transportar una taula amb cotxe. Segons els informes, va haver de tallar les potes per poder encabir la taula dins del cotxe i portar-la a casa seva. Va parlar de la idea amb el seu cap a IKEA, que llavors es va especialitzar en mobiliari per muntar a casa.

## Usos
Els mobles llestos per muntar es poden comprar per a diversos propòsits:
- Mobles de sala
- Mobles d'oficina
- Llibreries
- Taules
- Llits
- Saló-menjador
- Mobles d'exterior
- Conjunts de jardí
- Moble de cuina
- Prestatgeries per a VHS/ CD / DVD
- Armaris